# فدک (شبکه تلویزیونی)
کانال ماهواره‌ای فدک (به عربی: قناة فدك الفضائية) یک کانال تلویزیونی وابسته به اتحادیه خدام المهدی است که توسط گروهی از مسلمانان در بریتانیا با هدف انتقال اسلام به عمدتاً جهان عرب و اسلام توسط یاسر الحبیب تأسیس شد. برنامه‌های این شبکه به زبان های عربی، انگلیسی و فارسی است. فدک نام واحه‌ای است که در حومه حجاز و در نزدیکی شهر خیبر در شبه جزیره عربستان واقع شده‌است، شیعیان معتقدند که فدک میراث فاطمه زهرا از پدرش محمد است. شعار این کانال «هیچ پرچمی بر پرچم آل محمد باقی نمی‌ماند» (به عربی: لا راية تبقى أمام راية آل محمد) است.